# Copa d'Europa de futbol 1955-56
La Copa d'Europa de futbol 1955-56 fou la primera edició de la Copa d'Europa de futbol, organitzada per la UEFA. Hi van participar setze equips. Tots els equips que van disputar la competició ho van fer convitats per l'organització, un per cada federació nacional, la gran absència varen ser els anglesos.
El primer partit va ser el 4 de setembre del 1955, a l'Estadi Nacional de Lisboa, entre l'Sporting de Lisboa i el FK Partizan. L'equip guanyador va ser el Reial Madrid CF, que va vèncer l'Stade de Reims a la final a l'estadi Parc des Princes de París, el 13 de juny de 1956.

## Rerefons
La UEFA havia estat fundada oficialment el 15 de juny de 1954 a Basilea, Suïssa, després de consultes entre les federacions italiana, francesa i belga. Els emparellaments de la primera ronda van ser fixats pels organitzadors i no es van sortejar com seria el cas per a tots els futurs partits de la Copa d'Europa. Els clubs que van participar en la primera temporada de la Copa d'Europa van ser seleccionats per la revista francesa de futbol L'Equipe sobre la base que eren clubs representatius i prestigiosos a Europa.
Quan va començar el torneig, el Reial Madrid, el RSC Anderlecht, l'AC Milan, el Rot-Weiss Essen, el Reims, el Djurgården i l'AGF eren els campions vigents de les seves respectives lligues nacionals. Els campions anglesos, el Chelsea FC, inicialment van acceptar competir i es van enfrontar al Djurgården suec; tanmateix, sota la pressió de la Football League, que veia el torneig com a una distracció per al futbol nacional, posteriorment es van retirar de la competició. i van ser substituïts pel Gwardia Varsòvia de Polònia. A més, Holland Sport, Honvéd i AB van rebutjar l'oportunitat de representar els Països Baixos, Hongria i Dinamarca, sent substituïts per PSV Eindhoven, Vörös Lobogó SE i AGF respectivament.
Els campions escocesos Aberdeen FC van ser polèmicament ignorats per la SFA a favor de l'Hibernian FC, que va acabar en cinquena posició. Eren considerats un dels millors equips d'Escòcia, havent guanyat el títol escocès la temporada 1950–51 i la 1951–52, però la raó principal per la qual van ser convidats va ser perquè eren l'únic equip del país que instal·lava focus als seus terrenys. El Dinamo de Moscou, els campions de la Unió Soviètica, no hi van participar a causa de restriccions climàtiques. Aquest també va ser l'únic torneig de la UEFA que va incloure un representant del Saarland, unificat a Alemanya Occidental el 1957.

## Equips
Un total de 16 equips varen participar a la competició
| Rapid Viena (3r)  | RSC Anderlecht (1r) | AGF (1r)             | Reims (1r)          |
| Vörös Lobogó (2n) | AC Milan (1r)       | PSV Eindhoven (3r)   | Gwardia Warsaw (4t) |
| Sporting CP (3r)  | Saarbrücken (3r)    | Hibernian FC (5è)    | Reial Madrid (1r)   |
| Djurgården (1r)   | Servette FC (6è)    | Rot-Weiss Essen (1r) | FK Partizan (5è)    |

## Quadre
|  | Primera ronda | Primera ronda   | Primera ronda |   |  | Quarts de final | Quarts de final | Quarts de final |  |  | Semifinals | Semifinals | Semifinals |  |              | Final | Final | Final |
|  |               |                 |               |   |  |                 |                 |                 |  |  |            |            |            |  |              |       |       |       |
|  | 1             | Servette FC     |               |   |  |                 |                 |                 |  |  |            |            |            |  |              |       |       |       |
|  | 16            | Reial Madrid    |               |   |  |                 |                 |                 |  |  |            |            |            |  |              |       |       |       |
|  | 16            | Reial Madrid    | Reial Madrid  |   |  |                 |                 |                 |  |  |            |            |            |  |              |       |       |       |
|  |               |                 |               |   |  |                 |                 |                 |  |  |            |            |            |  |              |       |       |       |
|  |               |                 | FK Partizan   |   |  |                 |                 |                 |  |  |            |            |            |  |              |       |       |       |
|  | 8             | Sporting CP     |               |   |  |                 |                 |                 |  |  |            |            |            |  |              |       |       |       |
|  | 8             | Sporting CP     |               |   |  |                 |                 |                 |  |  |            |            |            |  |              |       |       |       |
|  | 9             | FK Partizan     |               |   |  |                 |                 |                 |  |  |            |            |            |  |              |       |       |       |
|  | 9             | FK Partizan     |               |   |  |                 |                 | Reial Madrid    |  |  |            |            |            |  |              |       |       |       |
|  |               |                 |               |   |  |                 |                 |                 |  |  |            |            |            |  |              |       |       |       |
|  |               |                 | AC Milan      |   |  |                 |                 |                 |  |  |            |            |            |  |              |       |       |       |
|  | 5             | Rapid Viena     |               |   |  |                 |                 |                 |  |  |            |            |            |  |              |       |       |       |
|  | 5             | Rapid Viena     |               |   |  |                 |                 |                 |  |  |            |            |            |  |              |       |       |       |
|  | 12            | PSV Eindhoven   |               |   |  |                 |                 |                 |  |  |            |            |            |  |              |       |       |       |
|  | 12            | PSV Eindhoven   | Rapid Viena   |   |  |                 |                 |                 |  |  |            |            |            |  |              |       |       |       |
|  |               |                 |               |   |  |                 |                 |                 |  |  |            |            |            |  |              |       |       |       |
|  |               |                 | AC Milan      |   |  |                 |                 |                 |  |  |            |            |            |  |              |       |       |       |
|  | 4             | AC Milan        |               |   |  |                 |                 |                 |  |  |            |            |            |  |              |       |       |       |
|  | 4             | AC Milan        |               |   |  |                 |                 |                 |  |  |            |            |            |  |              |       |       |       |
|  | 13            | Saarbrücken     |               |   |  |                 |                 |                 |  |  |            |            |            |  |              |       |       |       |
|  | 13            | Saarbrücken     |               |   |  |                 |                 |                 |  |  |            |            |            |  | Reial Madrid | 4     |       |       |
|  |               |                 |               |   |  |                 |                 |                 |  |  |            |            |            |  | Reial Madrid | 4     |       |       |
|  |               |                 | Reims         | 3 |  |                 |                 |                 |  |  |            |            |            |  |              |       |       |       |
|  | 6             | AGF             | Reims         | 3 |  |                 |                 |                 |  |  |            |            |            |  |              |       |       |       |
|  | 6             | AGF             |               |   |  |                 |                 |                 |  |  |            |            |            |  |              |       |       |       |
|  | 11            | Reims           |               |   |  |                 |                 |                 |  |  |            |            |            |  |              |       |       |       |
|  | 11            | Reims           | Reims         |   |  |                 |                 |                 |  |  |            |            |            |  |              |       |       |       |
|  |               |                 |               |   |  |                 |                 |                 |  |  |            |            |            |  |              |       |       |       |
|  |               |                 | Vörös Lobogó  |   |  |                 |                 |                 |  |  |            |            |            |  |              |       |       |       |
|  | 3             | Vörös Lobogó    |               |   |  |                 |                 |                 |  |  |            |            |            |  |              |       |       |       |
|  | 3             | Vörös Lobogó    |               |   |  |                 |                 |                 |  |  |            |            |            |  |              |       |       |       |
|  | 14            | RSC Anderlecht  |               |   |  |                 |                 |                 |  |  |            |            |            |  |              |       |       |       |
|  | 14            | RSC Anderlecht  |               |   |  |                 |                 | Reims           |  |  |            |            |            |  |              |       |       |       |
|  |               |                 |               |   |  |                 |                 |                 |  |  |            |            |            |  |              |       |       |       |
|  |               |                 | Hibernian FC  |   |  |                 |                 |                 |  |  |            |            |            |  |              |       |       |       |
|  | 7             | Djurgården      |               |   |  |                 |                 |                 |  |  |            |            |            |  |              |       |       |       |
|  | 7             | Djurgården      |               |   |  |                 |                 |                 |  |  |            |            |            |  |              |       |       |       |
|  | 10            | Gwardia Warsaw  |               |   |  |                 |                 |                 |  |  |            |            |            |  |              |       |       |       |
|  | 10            | Gwardia Warsaw  | Djurgården    |   |  |                 |                 |                 |  |  |            |            |            |  |              |       |       |       |
|  |               |                 |               |   |  |                 |                 |                 |  |  |            |            |            |  |              |       |       |       |
|  |               |                 | Hibernian FC  |   |  |                 |                 |                 |  |  |            |            |            |  |              |       |       |       |
|  | 2             | Rot-Weiss Essen |               |   |  |                 |                 |                 |  |  |            |            |            |  |              |       |       |       |
|  | 2             | Rot-Weiss Essen |               |   |  |                 |                 |                 |  |  |            |            |            |  |              |       |       |       |
|  | 15            | Hibernian FC    |               |   |  |                 |                 |                 |  |  |            |            |            |  |              |       |       |       |

## Vuitens de final (primera ronda)
| Equip 1         | Global | Equip 2          | Anada | Tornada |
| --------------- | ------ | ---------------- | ----- | ------- |
| Sporting        | 5-8    | FK Partizan      | 3-3   | 2-5     |
| Vörös Lobogó    | 10-4   | RSC Anderlecht   | 6-3   | 4-1     |
| Servette FC     | 0-7    | Reial Madrid CF  | 0-2   | 0-5     |
| Rot-Weiss Essen | 1-5    | Hibernian FC     | 0-4   | 1-1     |
| Djurgården      | 4-1    | Gwardia Varsòvia | 0-0   | 4-1     |
| AGF             | 2-4    | Stade Reims      | 0-2   | 2-2     |
| Rapid Viena     | 6-2    | PSV              | 6-1   | 0-1     |
| AC Milan        | 7-5    | Saarbrücken      | 3-4   | 4-1     |

### Anada
| Sporting CP                 | 3–3     | FK Partizan                         |
| --------------------------- | ------- | ----------------------------------- |
| Martins 14', 78' · Quim 65' | Detalls | M. Milutinović 45', 50' · Bobek 73' |

| Vörös Lobogó                                                        | 6–3     | RSC Anderlecht                         |
| ------------------------------------------------------------------- | ------- | -------------------------------------- |
| I. Szimcsák 8' · Palotás 25', 59', 80' · Hidegkuti 28' · Sándor 83' | Detalls | Vanderwilt 7' · Van den Bosch 39', 79' |

| Servette FC | 0–2     | Reial Madrid         |
| ----------- | ------- | -------------------- |
|             | Detalls | Muñoz 74' · Rial 89' |

| Rot-Weiss Essen | 0–4     | Hibernian FC                                   |
| --------------- | ------- | ---------------------------------------------- |
|                 | Detalls | Turnbull 35', 53' · L. Reilly 44' · Ormond 81' |

| Djurgården | 0–0     | Gwardia Warsaw |
| ---------- | ------- | -------------- |
|            | Detalls |                |

| Rapid Viena                                                         | 6–1     | PSV Eindhoven |
| ------------------------------------------------------------------- | ------- | ------------- |
| A. Körner 12', 62', 82' · Mehsarosch 55' · Hanappi 56' · Probst 60' | Detalls | Fransen 18'   |

| AGF | 0–2     | Reims            |
| --- | ------- | ---------------- |
|     | Detalls | Glovacki 7', 72' |

| AC Milan                                      | 3–4     | Saarbrücken                                          |
| --------------------------------------------- | ------- | ---------------------------------------------------- |
| Frignani 15' · Schiaffino 33' · Dal Monte 37' | Detalls | Krieger 5' · Philippi 43' · Schirra 67' · Martin 69' |

### Tornada
| FK Partizan                                   | 5–2     | Sporting CP      |
| --------------------------------------------- | ------- | ---------------- |
| M. Milutinović 15', 29', 64', 74' · Jocić 88' | Detalls | Brandão 49', 77' |

El Partizan va guanyar 8–5 en el global.
| Reial Madrid                                               | 5–0     | Servette FC |
| ---------------------------------------------------------- | ------- | ----------- |
| Di Stéfano 29', 61' · Joseíto 44' · Rial 46' · Molowny 54' | Detalls |             |

El Reial Madrid va guanyar 7–0 en el global.
| Gwardia Warsaw  | 1–4     | Djurgården                           |
| --------------- | ------- | ------------------------------------ |
| Baszkiewicz 14' | Detalls | Eriksson 5', 17', 22' · Sandberg 29' |

El Djurgården va guanyar 4–1 en el global.
| Hibernian FC | 1–1     | Rot-Weiss Essen |
| ------------ | ------- | --------------- |
| Buchanan 5'  | Detalls | Abromeit 47'    |

L'Hibernian va guanyar 5–1 en el global.
| RSC Anderlecht    | 1–4     | Vörös Lobogó                                            |
| ----------------- | ------- | ------------------------------------------------------- |
| Van den Bosch 38' | Detalls | Hidegkuti 25' · Lantos 78' · Palotás 85' · Kovács I 86' |

El Vörös Lobogó va guanyar 10–4 en el global.
| Reims                     | 2–2     | AGF                                        |
| ------------------------- | ------- | ------------------------------------------ |
| Glovacki 47' · Bliard 60' | Detalls | Erik Bechmann Jensen 77' · Bjerregaard 83' |

El Reims va guanyar 4–2 en el global.
| PSV Eindhoven | 1–0     | Rapid Viena |
| ------------- | ------- | ----------- |
| Fransen 9'    | Detalls |             |

El Rapid Viena va guanyar 6–2 en el global.
| Saarbrücken | 1–4     | AC Milan                                      |
| ----------- | ------- | --------------------------------------------- |
| Binkert 32' | Detalls | Valli 8', 77' · Puff 75' (o.g.) · Beraldo 86' |

El Milà va guanyar 7–5 en el global.

## Quarts de final
| Equip 1         | Global | Equip 2      | Anada | Tornada |
| --------------- | ------ | ------------ | ----- | ------- |
| Djurgården      | 1-4    | Hibernian FC | 1-3   | 0-1     |
| Stade Reims     | 8-6    | Vörös Lobogó | 4-2   | 4-4     |
| Reial Madrid CF | 4-3    | FK Partizan  | 4-0   | 0-3     |
| Rapid Viena     | 3-8    | AC Milan     | 1-1   | 2-7     |